# 1114 Lorraine
Az 1114 Lorraine (ideiglenes jelöléssel 1928 WA) a Naprendszer kisbolygóövében található aszteroida. Alexandre Schaumasse fedezte fel 1928. november 17-én, Nizzában.